# سامسونگ اس‌پی‌اچ-ام۸۱۰
سامسونگ اس‌پی‌اچ-ام۸۱۰ یک‌نمونه از گوشی‌های تلفن همراه سری M شرکت سامسونگ می‌باشد که توسط همین شرکت به بازار عرضه شده‌است.